# Bowman (Geórgia)
Bowman é uma cidade localizada no estado americano de Geórgia, no Condado de Elbert.

## Demografia
Segundo o censo americano de 2000, a sua população era de 898 habitantes.
Em 2006, foi estimada uma população de 981, um aumento de 83 (9.2%).

## Geografia
De acordo com o United States Census Bureau tem uma área de 
6,6 km², dos quais 6,6 km² cobertos por terra e 0,0 km² cobertos por água. Bowman localiza-se a aproximadamente 238 m acima do nível do mar.

## Localidades na vizinhança
O diagrama seguinte representa as localidades num raio de 20 km ao redor de Bowman. 